# Фениле Јага (Бреша)
Фениле Јага је насеље у Италији у округу Бреша, региону Ломбардија.
Према процени из 2011. у насељу је живело 13 становника. Насеље се налази на надморској висини од 78 м.